# De arte venandi cum avibus
De Arte Venandi cum Avibus (på dansk Om kunsten at jage med fugle) er et latinsk værk om ornitologi og falkejagt, der er skrevet i 1240'erne af den tyskromerske kejser Frederik 2.. Det ene af de bevarede manuskripter er dediceret til hans søn Manfred. Manuskriptet De arte venandi cum avibus findes i en todels version (Manuskripter i Rom, Wien, Paris (x2), Geneve og Stuttgart) og i en seksdelsversion (manuskripter i Bologna, Paris, Nantes, Valencia, Rennes, og Oxford).